# Emiliania huxleyi
Emiliania huxleyi, sovint abreujat com "EHUX", és una espècie de cocolitòfor amb distribució cosmopolita en aigües des dels tròpics a les subàrtiques. És un dels components del plàncton fotosintètic que forma la base de la cadena alimentària marina. Es forma després de la termoclina de l'estiu. És un organisme unicel·lular. Forma compostos químics molt resistents, les alquenones, que s'utilitzen per a determinar els climes del passat en la superfície de l'aigua.
Emiliania huxleyi va rebre el seu nom genèric i l'epítet específic en honor de Thomas Huxley i Cesare Emiliani. Aquesta espècie ha servit d'inspiració per a la hipòtesi Gaia de James Lovelock.
E. huxleyi és de bon tros el cocolitòfor més abundant dels oceans de la Terra, pot arribar a cobrir 100.000 km².

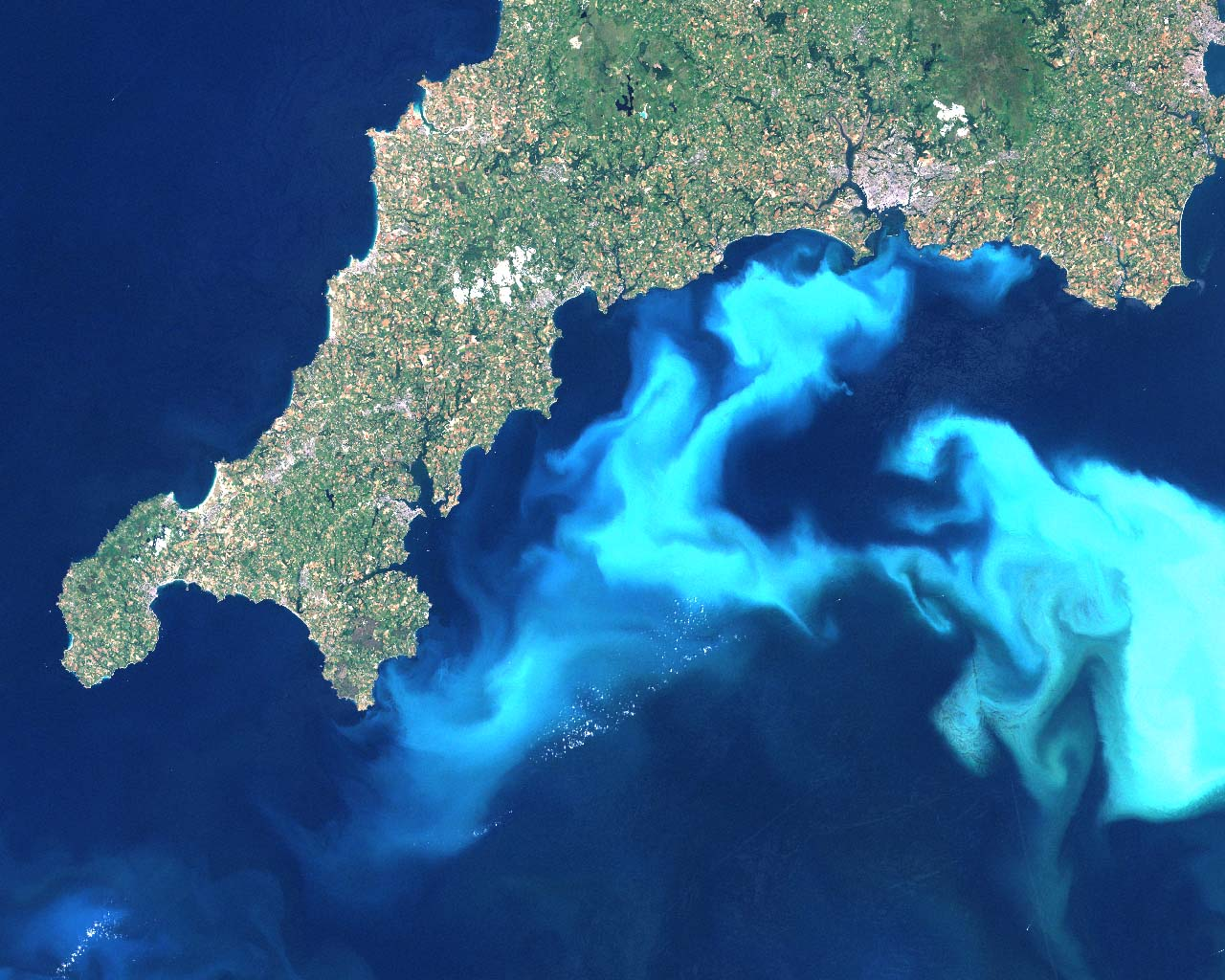
Landsat imatge de la florida de 1999 d'E. huxleyi.
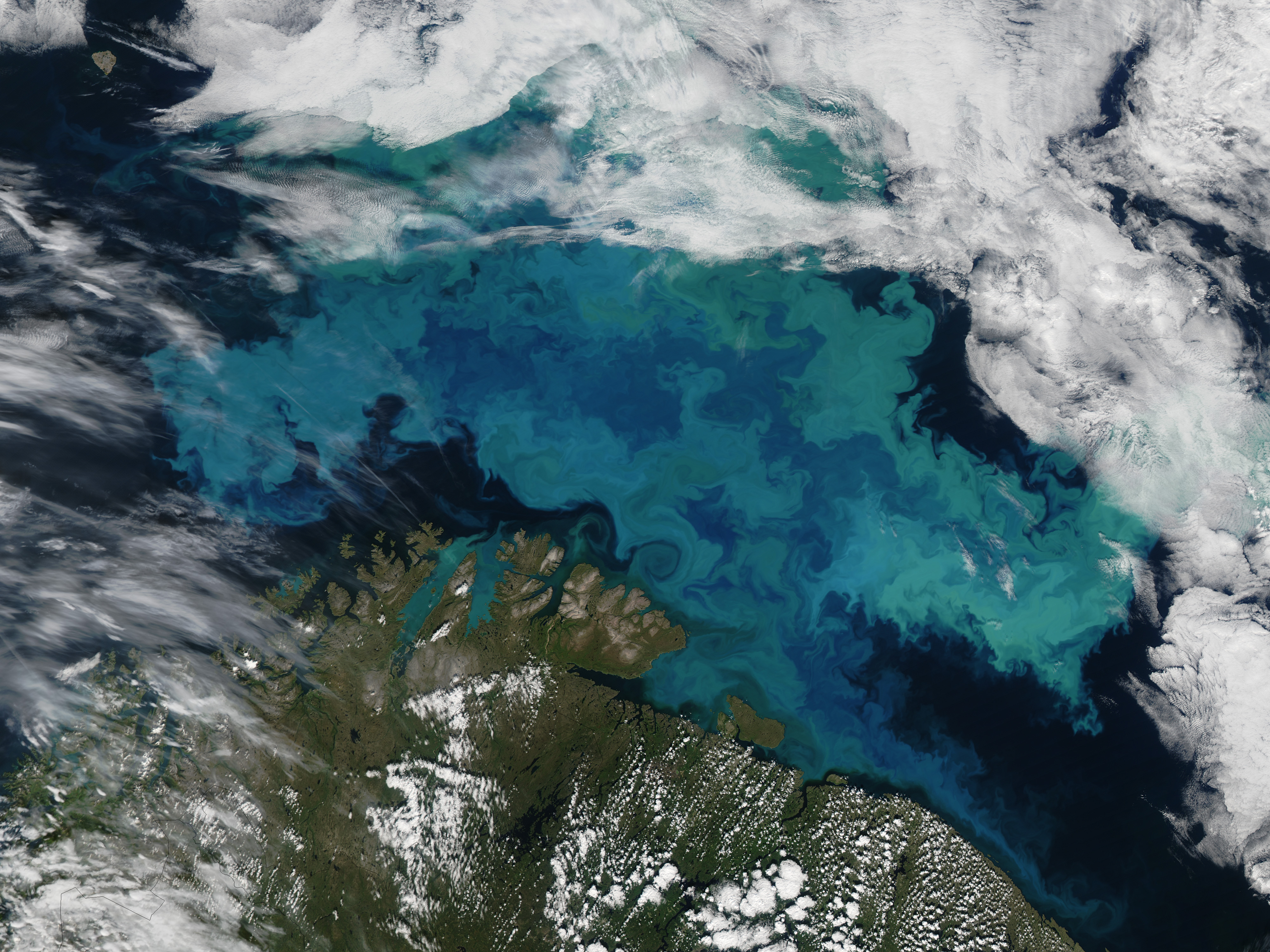
E. huxleyi al Mar de Barents.